# شلوم
شَلوم پسر یابیش پادشاه اسرائیل از پادشاهان ذکر شده در کتاب مقدس است. و مَنَحیم بن جادی از تِرصَه برآمده، به سامره داخل شد؛ و شلوم بن یابش را در سامره زده، و او را کشت و به جایش سلطنت نمود.